# Scuola popolare di musica di Testaccio
La Scuola popolare di musica di Testaccio è una storica scuola popolare di musica operante a Roma, nel quartiere Testaccio.

## La storia della scuola

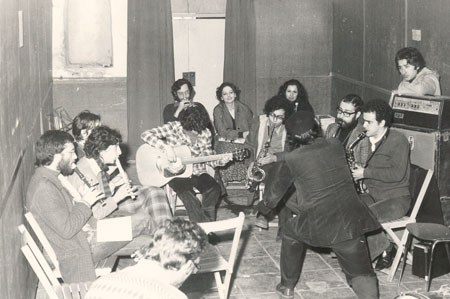
Prime lezioni a Scuola

La Scuola popolare di musica di Testaccio nasce a Roma nel 1975 su iniziativa di Bruno Tommaso insieme ad altri musicisti dell'area romana, tra cui Martin Joseph, Tony Ackerman, Maurizio Giammarco, Giancarlo Schiaffini, Eugenio Colombo, Giovanna Marini, Michele Iannaccone, Danilo Terenzi.
La scuola nasce a Testaccio, uno dei quartieri più tradizionali di Roma, il primo quartiere operaio della capitale dopo l'Unità d'Italia. All'inizio la scuola rientra in un generale progetto di intervento culturale e politico di quartiere. Le attività musicali partono subito, in parte ospitate nel teatro Spazio Zero. I lavori di recupero dei locali scelti coinvolgono musicisti, teatranti, futuri insegnanti, collaboratori e volenterosi insieme. L'incasso di un grande spettacolo al Teatrocirco Spaziozero, organizzato alcuni giorni prima dell'occupazione dei locali, serve a ristrutturare l'edificio.
Subito dopo partono i primi corsi di strumento, all'epoca collettivi, con un grande spazio dedicato alla musica d'insieme. Gli abitanti di Testaccio hanno la precedenza nell'iscrizione ai corsi, l'accesso gratuito ad alcuni laboratori e partecipano a manifestazioni, concerti e alla banda di quartiere. Le attività della scuola prevedono in particolare:
- l'Orchestra Aperta, una formazione a carattere didattico che raccoglie tutti gli iscritti, diretta di volta in volta dai vari insegnanti, tra cui Bruno Tommaso, Maurizio Giammarco, Giancarlo Schiaffini;
- la banda, diretta da Tommaso Vittorini.

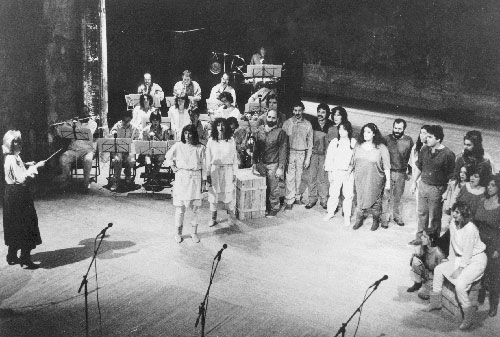
Il Regalo dell'Imperatore

Prima ancora di avviare le attività la scuola ha già 147 iscritti e 20 insegnanti. Al termine del primo anno (1º marzo - 30 giugno 1975) gli iscritti da tutta la città sono circa 250 con altrettante persone costrette in lista di attesa, per i repentini problemi di spazio tanto da costringere la scuola, nel giro di due anni, a bloccare, per motivi di spazio, il numero degli iscritti a 450. Nel giro di pochi anni la scuola estende la sua attività all'Europa: è del 1983 la tournée europea dell'opera Il Regalo dell'Imperatore di Giovanna Marini.
Nel 1983 nasce la biblioteca; attualmente è dotata di oltre 9 000 titoli ed un'importante donazione, il Fondo Furlan, composta da manoscritti ed inediti del XVIII e XIX secolo.
A partire dagli anni novanta la scuola sviluppa progetti europei di interscambio e di promozione artistica. In quegli anni si costituiscono spontaneamente Testaccio France, Testaccio Belgique, Testaccio Suisse, Testaccio Espagne, associazioni europee che si impegnano a realizzare iniziative culturali in linea con l'impostazione della scuola. Accogliendo in pieno le proposte didattiche, lo spirito associativo e i metodi della scuola, queste associazioni hanno nel tempo assunto le proprie caratteristiche.
Nel 2005 la scuola riceve, per il suo operato didattico, il premio Filippo Sienbaneck all'interno del premio Franco Abbiati della critica musicale italiana.

## Attività didattica
L'attività della scuola si basa su:
- apertura ed attenzione verso tutti i linguaggi musicali, senza distinzioni e recinti culturali
- largo impegno nella "musica d'insieme" praticata sin dall'inizio del percorso formativo
- partecipazione diretta degli studenti (soci) alla gestione delle attività didattiche attraverso svariate forme di aggregazione
- percorsi formativi adatti a tutte le fasce di età, rendendo accessibile a tutti l'apprendimento musicale

Insieme alle attività di formazione e studio, la scuola dà largo spazio ad iniziative di promozione musicale (produzioni artistiche, organizzazione di spettacoli e rassegne, allestimenti di mostre, convegni ed attività in ambito culturale ed artistico), che conferiscono all'associazione un ruolo significativo legato allo sviluppo di spazi per l'attività musicale, alla diffusione e conoscenza di generi musicali poco diffusi ed alla valorizzazione delle iniziative giovanili, in modo diverso da quello accademico.
La musica d'insieme ha dato come risultato concreto la nascita, negli anni, di numerosi gruppi ed organici, alcuni dei quali operano con assiduità nel territorio: la Banda della scuola popolare di musica di Testaccio, la Big Band, la Stradabanda, il Coro di Modi Contadini e Inni e Canti di lotta di Giovanna Marini, il Coro di Voci Bianche, Il Coro dei bambini e l'Orchestra d'Archi.